# 思い出のとき修理します
『思い出のとき修理します』（おもいでのときしゅうりします）は、谷瑞恵による日本の連作短編集。集英社文庫より書き下ろしで刊行されている。イラストは山田コウタ。『Cocohana』（集英社）にて山口いづみの作画で漫画化され、不定期で連載された。
コバルト文庫から『伯爵と妖精シリーズ』や『魔女の結婚シリーズ』など主にファンタジーを手掛けていた著者自ら「大人向けのものを書いてみたい」と提案があったことから本作が生まれた。発行部数は2012年12月時点で20万部、2014年8月時点で52万部を超えている。

## シリーズ一覧
- 思い出のとき修理します（2012年9月25日 集英社文庫 ISBN 978-4-08-746889-2 解説：中村航[3]）
  - 黒い猫のパパ / 茜色のワンピース / 季節はずれの日傘 / 光をなくした時計師 / 虹色の忘れ物[4]
- 思い出のとき修理します2 明日を動かす歯車（2013年9月25日 集英社文庫 ISBN 978-4-08-745113-9 解説：吉川トリコ[5]）
  - きみのために鐘は鳴る / 赤いベリーの約束 / 夢の化石 / 未来を開く鍵[6]
- 思い出のとき修理します3 空からの時報（2014年12月16日 集英社文庫 ISBN 978-4-08-745258-7 解説：瀧井朝世[7]）
  - 星をさがす人 / コスモス畑とからくり人形 / 逆回りの時間 / さようならカッコウの家[8]
- 思い出のとき修理します4 永久時計を胸に（2016年5月20日 集英社文庫 ISBN 978-4-08-745439-0 解説：神田法子[9]）

## あらすじ
都会で恋愛にも仕事にも疲れた美容師の仁科明里は、小学生のころにひと夏を過ごした地方の商店街へ越してくる。そこで、時計店を営む飯田秀司と出会い、不思議な事件に巻き込まれていく。そして、その事件に関わる人たちは、過去の傷ついた思い出を「修理」され、新しい一歩を踏み出していくのだった。

## 用語
飯田時計店（いいだとけいてん）
飯田秀司が営む時計店。元は秀司の祖父が営業していたが、祖父が亡くなり、秀司が跡を継いだ。現在は小売りは行なっておらず、主に修理を請け負っており、持ち込まれる時計の修理以外に、持ち運びできない大時計などの出張修理も行なう。
小窓サイズのショーウィンドーの中には、「おもいでの時 修理します」という銀色の文字が貼り付けられた、ノートくらいの大きさのブロンズ色の板がある。元々は「おもいでの時計 修理します」だったが、子供のイタズラでガラスが割れた際に、「計」の字が剥がれ落ちてどこかに行ってしまい、「時計は使い込むほど、ただの道具じゃなく、時間そのものになっていく」と考えた秀司の祖父がそのままにしておいた。秀司が跡を継いでからも、そのまま残してある。
ヘアーサロン由井（ヘアーサロンゆい）
仁科明里が住んでいる閉店した理容店。飯田時計店の斜め向かいにある。かつては、明里の母の元恋人・由井浩人の両親（理容師の父と、美容師の母）が営んでいた。浩人の父の死後、母が店を畳み、しばらく1人で住んでいたが、持病を心配した浩人と一緒に暮らすため、引っ越していった。その約5年後、貸家になっていたところに明里が引っ越してきた。
明里は美容師の免許を持っているが、ここでは営業しておらず、今も閉店したままである。
明里は、小学2年生の夏休みに1ヶ月間、翌年の春休みに数日間だけ滞在したことがある。
1階が店舗。2階が居住スペースになっていて、店舗奥の階段を上がった8畳間が居間、西側に寝室、他に子供部屋と、昔は物置に使われていた部屋がある。
津雲神社（つくもじんじゃ）
太一が居着いている神社。南北に延びる「津雲神社通り商店街」の南に道しるべの石があり、そこから東に石畳の参道が延びている。時折、不可思議な現象が起こる。太一は「ツクモさん」と呼ぶ。太一によれば、ツクモさんは天の川の神さま。
津雲神社通り商店街（つくもじんじゃどおりしょうてんがい）
ベッドタウンとして発展中の地方都市にある商店街。飯田時計店やヘアーサロン由井もこの中にある。
かつては、この町最大の繁華街だったが、周辺の開発に伴ってだんだんと客を奪われていき、最寄り駅から徒歩で20分もかかる立地もあって、今ではすっかり寂れてシャッターを閉めている店の方が多い。たとえば「ヘアサロン由井」の両隣にあった乾物屋と食堂は現在は空き家であり、その乾物屋の隣にあった写真館も、人は住んでいるが営業していない。また、月曜しか営業しない食堂とか、客の予約があったときしか開かないマニアックなプラモデル屋、午後6時に開く毛糸屋などもある。しかし、津雲神社の縁日には、古美術品の出店や屋台が集まり、往事を彷彿とさせる賑わいを取り戻す。
火曜日が定休日。
ライム
商店街から10分ほど歩いたところにある喫茶店。コーヒー1杯で長く粘ることができる。
六つ辻の交差点
商店街から駅に向かうには、どのルートを通っても必ず通らなければならない六叉路の交差点。その片隅は漬け物に使うようなつるりとした石が置いてあって、赤い布がかけてあり、お供え物が置かれているのをよく見かける。太一はこの石をムツジさんと呼ぶ。
通りが6つ合流しているため、信号があっても事故が多い。しかし、重大な怪我人が出たことがない。太一はそれもムツジさんのおかげだと言う。明里も車にひかれそうになったことがあるが、結局倒れて頭を少し打っただけで済んだ。
独立時計師
設計から製作まで自分の手で、独自の時計を作っている職人のこと。

## 登場人物
仁科 明里（にしな あかり）
美容師。28歳。仕事にも恋愛にも疲れ、子供のころに少しだけ過ごしたことがある理容店「ヘアーサロン由井」が閉店して、貸家になったことを知って引っ越してきた。そのため、お互いを屋号で呼び合う習慣のある商店街の一部の人たちからは、「由井さん」と呼ばれている。
以前の職場は支店をいくつも持つ大手の美容院で、本社勤務の先輩と付き合っていたが、彼が別の支店の後輩と付き合い始めて別れを切り出され、さらに、彼が自分の昇進の口利きをしていたことを知った。明里は、実力での昇進ではなかったことにショックを受けて仕事を辞め、彼とも別れて引っ越して来たのである。
引っ越し当初は、駅前のコーヒーショップでアルバイトをしていたが、「ヘアーサロン由井」での思い出が修理されてから、隣の市の美容院で働き始めた。
見た目や職業であだ名を付けるくせがあり、秀司のことも「時計屋さん」と呼んでいたが、彼と付き合い始めてからは「秀ちゃん」と呼ぶようになる。元彼は甘えられることを好まないタイプであり、自分もそういうことが苦手なため、秀司に対しても素直に気持ちを伝えることができず、自分でももどかしく思っている。しかし、そういう自分を変えようと努力していて、少しずつ秀司にも素直に気持ちを伝えられるようになってきた。
小学2年生の夏休み、ツアーコンダクターの母が旅先で大怪我をし入院することになり、叔母が急遽明里をあずかることになった。うっかり者の叔母は、自分が都合の付かない日は、離婚した父親にあずかって貰おうと考え、誤って母が結婚前に長く付き合っていた男性・由井浩人に連絡してしまう。浩人もそれを受け入れてしまった上、両親に明里が本当の孫娘ではないということを説明しなかったため、両親は勘違いしたまま明里をあずかった。そこでの1ヶ月の経験はとても楽しく、明里にとって特別な思い出となっている。
次の春休み、こっそり会いに来たおばあちゃん（浩人の母）に誘われて「ヘアーサロン由井」に1晩だけ遊びに行った。ところが、熱を出してしまって帰れなくなり、母の知るところとなる。母が迎えに来たとき、おばあちゃんに「もう来ちゃだめよ」と言われたことで、自分が本当の孫ではないと知ったおばあちゃんに嫌われたのだと勘違いした。そこで、この春休みの記憶をほとんど封印してしまう。そして、大人になって商店街に引っ越してきてからも、自分を「ヘアーサロン由井」の孫だと思っている秀司や商店街の人たちへの罪責感や、自分は本当はここに住んでいてはいけないのではという思いを抱えていた。しかし、おばあちゃんが「ヘアーサロン由井」に現れて誤解を解いてくれたため、自分の居場所を確認することができた。
これまで母や義父や異父妹とは少し距離を置いてきたため、家族がどういうものか今ひとつ実感を持てないできた。また、実父のことはずっと死んだと母に聞かされていたが、叔母から実は生きており、いろいろ問題のある人だったと聞かされ、実父のことをどう受け止めたらいいのかとまどい始める。そこで、秀司との関係が深まるにつれ、秀司が自分を家族に紹介したがったり、自分の家族が秀司に会いたがったりすることに、抵抗を感じるようになる。その結果、秀司との仲がぎくしゃくし始めた。しかし、秀司に会いに来た義父の話を聞いて、義父との親子の絆を再確認した。また三根郁美から元彼とのすれ違いの話を聞いたことで、秀司には正直に自分の気持ちを伝えようと決心し、自分が抱えている家族の問題について秀司に告白した。そして、実父の再婚相手の連れ子である賀川伸也から、父が危篤状態であることを聞かされ、悩んだ末に母と共に病室を訪れ、意識のない父に向かって心の中で「お父さん」と語りかけた。そして、秀司に、今度母に紹介したいから実家に来て欲しいと願うことができた。
飯田 秀司（いいだ しゅうじ）
飯田時計店の店主。28歳。津雲神社通り商店街の商店会長。
スイスの時計学校を出た後、そのままスイスの有名メーカーに就職し、独立時計師を目指していたが、亡くなった祖父が営んでいた時計店を5年ほど前に継いだ。
子供のころ、「ヘアサロン由井」店主夫妻の孫娘と出会い、その子が持っていた時計を壊してしまった。祖父に修理を依頼すると自分で直せと言われ、それが時計師に進むきっかけとなった。
6年前、スイスを訪れた兄が運転する車に同乗したが、その車が交通事故を起こし、秀司は両目を失明する危機に陥ったが、ついに意識が戻らなかった兄から角膜移植を受けて回復した。事故の前、兄に自分が作った腕時計をプレゼントしたが、本当は自分も時計師になりたくて秀司に嫉妬していた兄は、秀司の目の前でその腕時計を壊してしまう。秀司は、その腕時計を兄の形見として、修理しないまま付けていた。また、兄から角膜移植を受けた目が6割方隠れるほど前髪を伸ばしていたが、明里との交流で兄へのわだかまりが消化し、明里に前髪を切ってもらった。そして、明里との交際をスタートさせる。
しかし、間もなく、自分は秀司が再会を望んでいた「ヘアサロン由井」の孫娘ではないという事実に苦しむ明里から、交際を続けられないと言われてしまう。その後、誤解を解いた明里と交際を再開した。
かつては、自分の気持ちを飲み込むことで対立を避ける癖があったが、明里と付き合うようになって、互いの気持ちを言葉に出して伝え合うことの大切さを学び、実践するようになってきている。そのおかげで、「家族ぐるみ」に抵抗を感じている明里と、一時的に関係がぎくしゃくした時も、うまく乗り越えることができた。
時計修理の腕ばかりか、料理の腕もすばらしく、よく明里や太一がごちそうになる。
太一（たいち）
津雲神社の禰宜の親戚だという大学生。かつて社務所だった建物の2階に住んでいて、たびたび賽銭をちょろまかしている。秀司のことは「シュウ」と呼ぶ。よく秀司の家で朝食をごちそうになっており、秀司とつきあう前の明里を誘いに来ることもあった。
いつも作務衣を着ているが、茶髪を逆立たせ、耳にはピアスを複数付け、曲がった鍵やナットのようながらくたをネックレスにしてジャラジャラと下げるというアンバランスなファッション。明里は、その中に「計」の文字のアクセサリーを見たような気がした。
とても信心深いが、賽銭を強要したり、お守りの鈴を売り込んだりと、ちょっとうさんくさい言動も目立つ。時折、「ツクモさん」（津雲神社の神さま）のお告げを聞いたなどと言う。また、明里や秀司が関わっている事件や、それにまつわる人々について、すべてを見通しているかのような台詞を吐くことがある。そして、彼の一見ハチャメチャな言動が、思い出修理のきっかけになることが多い。
雷が苦手で、雨や雷に関する天気予報が良く当たる。また、電気機器に触ると壊わしてしまう体質らしく、携帯電話も持っていない。
佐野の祖父が写っている写真の中に、太一によく似た若者が写っていたり、日比野が子供時代にも神社に太一という名の男がいたり、10年以上前にも神社で作務衣を着た若者が目撃されたりしている。ただし、それが明里の知る太一本人だとは本編では語られていないし、登場人物たちも当然別人だと考えている。佐野によれば「神職の家系は、昔から太一という名前の男子が結構いる」。そして、7，8年前に御神木に登っていて、雷に打たれて怪我をした太一という名の少年とは別人であり、佐野正輝が7年前に会った太一も別人だろうと、太一本人も語っている。

### 明里の関係者
元彼
明里と同じ美容室チェーンの、本社勤務の先輩。かつて明里とつきあっていたが、別の支店の後輩と交際を始め、別れを切り出す。その際、交換条件のように、明里が希望していたブライダル部門へ推薦しておくと言い、「でもこれで最後だ」と告げたことから、明里は自分の昇進が実力によるのではなく、彼の口利きによるものだと知って愕然とする。その結果、明里はすっかり自信を失い、仕事を辞めて「ヘアーサロン由井」に引っ越すことになる。
母
明里の母。ツアーコンダクターをしている。離婚後、明里を女手一つで育ててきたが、明里が10歳の時、同じく離婚歴のある同僚、仁科康夫と再婚し、間もなく香奈をもうけた。
妹（明里にとっては叔母）の亮子が間違って由井浩人の両親に明里をあずけていたことを知り、明里に由井夫妻が本当の祖父母ではないこと、それなのに明里が勝手に押しかけて迷惑をかけたことを話し、「よその子なのにいろいろ買ってもらって図々しいと思っている」と語った。また、春休みに由井のおばあちゃんがこっそり明里を連れて行ったときには、由井夫妻に明里が本当の孫ではないと伝えた。それ以来、明里は春休みの記憶を封印し、母に対する不可解な感情のみが残ることになって、素直に甘えることができなくなった。
明里が大人になって再会した由井のおばあちゃんは、「お母さんは、明里ちゃんを取られてしまいそうな気がしたのね」と分析した。それを聞き、明里は久しぶりに自分から母に電話をかけ、近々会いに行くと言うことができた。
別れた夫については、本人の願いにより、明里には死んだことにしてきた。賀川伸也から彼が危篤状態だと聞かされ、明里と共に病院に見舞いに行った。その帰り道、彼を好きになったのは、「他人事なのに首を突っ込みたがって損をして、後先考えてなくて無鉄砲で、子供みたいなところ」だと言った。離婚も同じ理由。そして、家族で自分だけ秀司に会っていないから、紹介して欲しいと明里に願う。
仁科 香奈（にしな かな）
明里とは父親が違う、10歳下の妹。
大学入学前の春休みに、突然明里の元へ尋ねてきた。年の離れた異父姉である明里に対して、普通の家庭のような姉妹の情を感じられないことにわだかまりを抱いていた。しかし、市川菫が姉との思い出を修理される場面に触れ、自分も明里との仲を再確認できた。
亮子（りょうこ）
母の妹。現在は専業主婦。独身のOL時代、姉（明里の母）が長期の主張で家を空けるとき、明里をあずかった。子供がいないためか、今も娘のように思ってくれており、明里も母より親しみを感じている。
ただし、おっちょこちょいで、無意識の言動で問題を引き起こしてしまうところがある。たとえば、明里が由井浩人の両親にあずけられることになったのは、叔母が、浩人を姉の離婚した元夫だと勘違いしたせいである。しかし、天性の楽天家のため、その失敗について当時から全く気にしていない。
香奈から明里が秀司とつきあっていることを聞くと、壊れた時計の修理がてら商店街にやってきて、明里の実父が生きていることや、彼が母との離婚後に傷害事件を起こしたことなどを告げた。
由井 浩人（ゆい ひろと）
母が若いころに長く交際していた、「ヘアーサロン由井」店主夫妻の次男。
おおらかな性格らしく、両親に明里が自分の娘ではないことを説明しなかったため、両親は明里を本当の孫娘としてかわいがった。その後も、明里の母には自分から両親に真実を説明すると言っていたのに、結局説明しなかったため、翌年の春休みに由井のおばあちゃんがこっそり明里に会いに行くことになる。
現在は、母親を引き取って同居している。転勤族のため、現在の住まいは不動産屋も不明。母が突然いなくなったため、津雲神社通り商店街に問い合わせ、迎えに来た。しかし、明里が、20年前に実家に滞在した、元恋人の娘だとは最後まで気づかなかった。
おじいちゃん
理容店「ヘアーサロン由井」の店主。故人。明里の叔母の勘違いと、息子・浩人の説明不足から、明里のことを浩人が昔の恋人に産ませた子だと思い込み、明里が小学校2年生の夏休みに1ヶ月間あずかることになる。孫が全員男の子のため、突然現れた「孫娘」の明里を、妻と共にとてもかわいがった。
明里の記憶の中では、見事な鼻髭を生やし、襟の詰まった白い上着を着ている。
おばあちゃん
夫と共に「ヘアーサロン由井」を切り盛りしていた。美容師の資格を持つ。
夫同様、明里を本当の孫娘だと思い込み、かわいがってくれた。夏休みが終わってからも、浩人が真実を説明しなかったため、相変わらず明里は孫だと思っていた。そして、次の春休みにこっそり明里に会いに行ったところ、母が仕事で不在であり、叔母の帰りも毎日遅いということを知って、1晩だけのつもりで明里を自宅に連れて行った。ところが、明里が発熱したためにしばらく戻れなくなり、事情を知った明里の母から明里が本当の孫ではないことを知らされた。その際、「また来ていい？」と尋ねる明里に「もう来ちゃだめよ」と言ったことを、20年間ずっと後悔していた。
夫が亡くなって店を閉めた後も、しばらく店舗兼自宅に住んでいたが、数年前に持病を心配した浩人と同居するために転居した。
最近では歳のせいで記憶が曖昧になってきていて、秀司が修理した時計を明里に返さなければという思いが渦巻いていた。そして、家族に黙って「ヘアーサロン由井」にやってきて、発熱して寝ていた明里と再会する。自分たちがどれだけ明里のことを大切に思っていたかを知らせて、明里の心の中にあった傷を癒やした後、迎えに来た浩人と共に帰っていった。
中島 弘樹（なかじま ひろき）
明里の高校時代の先輩。明里が美紀に誘われた居酒屋で偶然再会した。酔った明里を送ってきた時に秀司とも知り合い、石の時計を修理してほしいと依頼する。
中学で陸上をやっていたが、高校では陸上部には入らず、明里と同じバレー部に入った。中3の時、同じ長距離の陸上選手だった友人が、自分が貸したブレーキの壊れた自転車で事故を起こして怪我をした。その後弘樹は陸上をやめてしまう。そのころの弘樹はタイムが伸び悩んでおり、友人が怪我をして走れなくなったことを言い訳にして、自分も陸上をやめたのだと、ずっと思い悩んできた。
しかし、秀司に石の時計を修理してもらったことで、ずっと抱えてきた罪責感から解放される。
早瀬 美紀（はやせ みき）
明里が「ヘアーサロン由井」に引っ越してきてから働き始めた美容室の同僚。誰とでもすぐ仲良くなる気さくな人で、交友関係も広い。
仁科 康夫（にしな やすお）
明里の義父。明里の母の元同僚で、お互い離婚歴がある。
香奈に明里が秀司と付き合っていると聞き、西という偽名を使って時計の修理に訪れたが、あっさり秀司に正体を見抜かれてしまう。
明里が5歳くらいの時、会社の慰安旅行で訪れた遊園地で、明里と一緒にコスモス園にあるからくり時計を飽きもしないで見物した。後に海外勤務が決まった際、その時のことを描いた絵を明里からプレゼントされる。帰国後母にプロポーズしたが、間もなく明里が10歳になるところで、すぐに微妙な年ごろになることから、一度は断られた。しかし、明里からもらった絵を見せ、コスモス園の時から明里の父親になることを決意していたことを訴え、ついに受け入れてもらった。その話を康夫から聞き、明里は康夫との親子関係の深さを確認できた。
実父
明里が幼いころに母と離婚したため、特に明里の記憶の中にはいない。母が持っていた祖母の形見の指輪を勝手に売り払い、友人に金を貸したことがある。そんなことが繰り返しあったために離婚したと、後に母は明里に語った。
明里は、母から「父は離婚後に死んだ」と教えられていたが、亮子から生きていることと、離婚後に傷害事件を起こしたことを聞かされた。それは伸也とその母を暴力的な元夫から守るためだったが、一方的に暴行を加えたということで警察の事情聴取を受け、仕事も失ってしまった。そして、賀川の方から明里の母に自分は死んだことにしてくれと願ったのである。
最近、突然倒れて危篤状態に陥った。伸也からそれを聞いた明里は、迷った末に母と共に見舞いに訪れ、意識のない彼の手を握って、心の中で「お父さん」と呼びかけた。
賀川 伸也（かがわ しんや）
明里の実父が再婚した女性の連れ子。26歳。額に傷がある。
母に対する父の暴力におびえて育った。結局両親は離婚するが、その後父が現れて彼を連れ去ろうとし、騒ぎになったことがある。その際父に電気スタンドで額を殴られて傷ができた。騒ぎを聞きつけた賀川がやってきて、伸也の父を懲らしめてくれたため、その後父がやってくることはなかった。伸也は、自分たちを守ってくれ、母との再婚後も実の息子のようにかわいがってくれた賀川のことを、親父と呼んで慕っている。
賀川が倒れたことを明里に知らせるために商店街を訪れた。しかし、最初は秀司や商店街の人たちから不審者と思われてしまう。明里は彼の実父や義父に対する思いを聞かされ、父を見舞うことを決意する。

### 秀司の関係者
祖父
「飯田時計店」の元店主。7，8年前に亡くなった。子供のころの秀司が、「ヘアーサロン由井」の孫娘の時計を壊してしまい、直して欲しいと頼むと、「お前が壊したんだから、お前が直せ」と言い、それが秀司が時計作りに興味を持つきっかけとなった。
父
職人気質の祖父とは価値観が異なり、昔から折り合いが悪かった。時計店は継がずに、銀行員となった。
貴史
3歳違いの兄。故人。
元々時計作りに興味があったが、父にいい大学に入って一流企業に勤めるよう言い聞かされてきたし、祖父も彼が時計師になることを認めなかった。ところが、その祖父が秀司を工房に入れて時計を作らせ、父も秀司が時計師への道を進むことを反対しなかったことで、だんだんと秀司に嫉妬するようになった。そこで、秀司から大切なものを奪いたくなって、真由子とつきあうようになる。ところが、秀司は悔しがるどころかあっさり受け入れたばかりか、自分が作った時計を贈ってきた。そこで貴史は秀司の目の前でその時計を壊した。秀司は、自分が兄から憎まれていることを知り、ショックを受ける。
真由子との婚約が決まると、スイスを訪れた貴史は、秀司を誘ってドライブに出かけた。その車が事故を起こし、自身は死亡した。しかし、角膜が秀司に移植され、秀司は失明を免れた。
事故に遭う3日前、神社の絵馬に「弟が独立時計師になれますように」と書いた。兄に憎まれていたという心の傷を引きずっていた秀司は、6年後にその絵馬を見つけ、過去の傷から解放される。
真由子（まゆこ）
秀司の高校時代の同級生で、一時つきあっていた。しかし、秀司がスイスに留学してしばらくして、貴史とつきあうようになり、やがて婚約した。
貴史の7回忌が終わって、突然秀司の元を尋ねてきたが、秀司には迷惑がられる。そして、明里とも話をし、自分が何を求めて尋ねてきたのか自分でも分からないと言った。その後、やはり自分は貴史を愛していたのだということを確認し、明里に「秀司の壊れた思い出を直せるのはあなただ」と告げて帰って行った。
川添（かわぞえ）
秀司の高校時代の友人。小さい時から兄ばかりかわいがられ、自分は誤解されるばかりで、次第にぐれていった。高校時代も何かと問題を起こし、学校にもなじめず休みがちで、周囲を寄せ付けまいという気配をまとっていた。10回目の同窓会に初めて現れ、秀司と再会したが、近寄りがたい雰囲気は同じだった。
高校時代、電車で沢口菜穂子に痴漢に間違えられたが、彼女が犯人に突き飛ばされて気絶している間に、犯人を捕まえた。その際、彼女が落とした懐中時計を拾ったが、横山に「自分が返した方がいい」と無理に取り上げられる。
卒業後も誤解されることが多く、投げやりになっていたが、秀司や明里と出会い、自ら誤解を招くような生き方を改めるつもりになった。
横山 隆生（よこやま たかお）
秀司の高校時代の友人。川添とは小学校から同じで、カブスカウトでも一緒だった。川添と違って優等生で、一流企業に就職したが、同窓会では同級生を見下すところがあり、高校時代も本当に親しい友だちはいなかったと、友人たちが秀司に語った。高校時代、万引きをして川添に身代わりになってもらったことがある。
高校時代、川添が拾った菜穂子の時計を無理に取り上げ、自分が拾ったことにして返そうとした。しかし、その際に菜穂子が川添をさげすむような発言をしたことに怒り、結局時計を返さなかった。秀司が川添と再会した後、横山は秀司の元を訪れ、その時計を修理するよう依頼する。そして、それ以来行方をくらましてしまう。秀司は、横山が会社で横領を働き、全額返済したために告発はされなかったが解雇されたと聞いた。時計を秀司に預けたのは、人生をやり直すために、川添に返そうとしたからだろうと秀司は思った。

### 津雲神社通り商店街の関係者
佐野（さの）
「ヘアーサロン由井」の家主である不動産屋。廃業したおもちゃ屋「月屋」が建っている土地も、佐野の持ち物であり、他にあちこちに土地を持っている。
店舗は津雲神社の裏手にあるが、月曜と木曜日のみ店を開けている。最近インターネットで宣伝を始め、それを見た明里が引っ越しを決めた。
明里の氏名や「ヘアーサロン由井」の孫であることを商店街の人々に言いふらすなど、個人情報保護にはあまり頓着しないようである。
仙人のような風貌の品のいい老人で、同世代の商店街の店主たちからも一目置かれている。津雲神社の氏子総代も務める。
佐野正輝の親戚。
咲（さき）
22，3歳のショートヘアの女性。原直之と同じホテルで働いていたが、直之と結婚し、直之の独立後は店を手伝い始めた。
まだ直之と婚約中、明里が見ている前で、商店街にいた黒猫を「パパ」と呼んだ。また、太一が拾ったオルゴールに入っていた写真は、自分と母を写したものだが、オルゴールは自分が落としたものではなく、高校生のころにいなくなった飼い猫「パパ」のお気に入りで、「パパ」がいなくなったころになくなったと語った。
「パパ」は咲が生まれる前に亡くなった父親が拾ってきた猫で、別の名前があったのだが、咲が「パパ」と呼ぶのでそういう名になった。咲は「パパ」が父親の生まれ変わりだったと感じており、時々自分に語りかける声を聞いたことがあるという。
入籍の日、再び黒猫を見つけた咲は、「お父さん。幸せになるから安心して」と声をかけた。
原 直之（はら なおゆき）
「原ベーカリー」店主の息子で、咲の婚約者。後に入籍した。隣町の有名ホテルでパン職人として働いていたが、独立して市内で一番の繁華街で開業した。クロワッサンがクチコミで評判になっている。
日比野（ひびの）
「ヘアーサロン由井」の2軒隣にある日比野写真館の元店主。今もそこに住んでいるが、もう営業はしていない。白い髪をオールバックにし、ボタンダウンを着こなす洒落っ気のある老人。親切だが、話が長いのが玉に瑕。
写真は趣味で撮り続けているため、腕は鈍っておらず、原直之と咲の結婚記念写真の撮影を依頼された。
ハルエ
「ヘアーサロン由井」の3軒隣にある「ハル洋品店」店主の老婦人で、明里が引っ越してきたころの、商店街の現役店主最高齢。商店街で生まれ育ち、元々服地を売っていた実家を洋装店にして盛り立てた。夫も子もなく、独り暮らしをしている。
20年前、「ヘアーサロン由井」の奥さんに頼まれて、孫娘にやるためのエプロンドレスを仕立てたことがあり、引っ越してきた明里のことも懐かしく受け入れてくれた。
縁日が近づいたある日、明里に自分が若いころに着ていた茜色のワンピースを見せ、これを縁日に着て秀司とデートして欲しいと語った。それは、18歳の時に好きだった男性とデートしたが、悲しい結末に終わってしまったため、自分の涙に濡れたワンピースに、改めて楽しい経験をさせてやりたいからだという。縁日のデートが終わった後、ワンピースのポケットにその男性からの指輪が入っていたのを明里が見つけた。ハルエはその指輪のことは知らず、そこで初めて、彼もハルエのことが好きだったのだと知る。
不治の病に冒されており、ホスピスに入るため（周りの人には、姪の家に引っ越すと言ってある）引っ越していった。その時、左手の薬指には、彼から贈られた指輪をはめていた。
阿波屋酒店の女将
商店街の最初のアーチをくぐって間もなく見える、間口の広い酒店の女将さん。明里の母より少し年上。大家族のお母さんといった人柄で、世話好き、話し好き。商店街の情報収集能力に長けている。
子供が4人、孫が7人いる。
ハルエが足をくじいた時に病院に連れて行き、引っ越す際も店のトラックを出してくれた。そして、葉子が家出をしたときも心配した。また、森村夫妻の結婚の事情についても詳しく知っていた。
サクラ
商店街の南端の方にある「サクラ毛糸屋」を営む女性。サクラは本名ではなく、屋号による通称。小柄で、毛糸のようにほんわかした雰囲気を持つ。
「サクラ毛糸屋」の営業時間は午後6時から9時で、編み物教室を開いている。毛糸や編み物道具を買うのは、ほとんど教室に来る生徒だけ。また、トールペイントの技術もあって、店の棚などに自ら装飾を施している。
亡くなった母親が、由井のおばあちゃんと仲が良かった。そこで明里は、由井の孫娘が春休みに来ていたのかどうかを確認に行ったのが初対面。後に、明里も編み物教室に入った。
保（たもつ）
阿波屋酒店の隣にある果物屋・宝果堂の二代目店主。32歳。店頭販売はしておらず、贈答用の注文や飲食店への配達を行なっている。口数が少なく、一見取っつきにくいが、根は優しい。
若本光一とは幼なじみで、妻の葉子と3人は高校や塾の同級生。光一が葉子と駆け落ちするつもりだと聞いてそれをやめさせ、代わりに自分が葉子と結婚したことをずっと負い目に感じてきた。そして、いつか光一が葉子を取り戻しに来るのではないかと恐れ、そうしたらあきらめるしかないと思っていた。しかし、子供ができたことで、夫としての自信をつけなければならないと思うようになる。
葉子（ようこ）
保の妻。32歳（商店街では、明里の次に若い）。しっかり者で口達者。髪をきりりとひとつに束ね、化粧っ気はあまりないが、目のぱっちりした明るい顔立ちが印象的。明里とは、一緒に「サクラ毛糸店」の編み物教室で学ぶ仲。
高校卒業前に若本光一とつきあい始めたが、1年ほどで友達に戻った。その後、医師になった光一から、海外の医者のいない地域で働きたいから、ついてきてほしいとプロポーズされたが、待ち合わせ場所に光一は現れず、代わりに保が現れた。その後、保と結婚する。ずっと保が、光一への友情のために、彼の代わりに自分と結婚したのではないかと思ってきた。そして、その気持ちが爆発して家出してしまう。しかし、お互いに誤解を解き、家に戻った。その時、妊娠していた。
三根郁美が秀司の店を手伝うようになった時、彼女は秀司を狙っているから気をつけるようにと明里に警告した。
和菓子屋の店主
普段は冠婚葬祭や贈答用の注文品しか売っていない和菓子屋だが、夏場は近隣住民の要望で小豆アイス（もなかにアイスがはさんである。小倉の風味が絶品）だけ売っている。妻と仲がいい。

### その他
神隠し婦人（かみかくしふじん）
水色の日傘を差した年配の婦人。
15年前、ちょっと目を離した隙に娘がいなくなった。半年たって、川の下流で靴が片方だけ見つかり、葬儀も行なった。しかし、最近、子ブタのぬいぐるみをなくしたと言って泣いている娘の夢を見るようになり、娘が持っていたのと同じ、桃色の子ブタのぬいぐるみを探すようになった。そして、津雲通り商店街で見かけたという人がいたためにやって来て、明里に出会った。娘については、その死を未だに受け入れがたく、神隠しにあったと語った。
しかし、ぬいぐるみを抱えたツインテールさんを見かけ、娘がぬいぐるみを取り戻したのだと感じ、心晴れやかに帰って行った。
ツインテールさん
20歳くらいの女性。髪をツインテールにしており、明里は、神隠し婦人の娘の写真によく似ていると感じた。彼女も桃色の子ブタのぬいぐるみを探している。
6歳の時、「ポーリーちゃん」という本に出てくる子ブタのぬいぐるみが欲しかった彼女は、ようやく母親にそれを買ってもらうが、翌月両親が離婚して母親が家を出て行ってしまった。母と再会した時、これが母の代わりならいらないとぬいぐるみを川に投げ捨て、すぐに後悔して川に取りに入った。自身は母に助けられて無事だったが、ぬいぐるみも取ろうとした母は死んでしまった。その事実からずっと目を背けてきたが、最近小さい自分が母にぬいぐるみがないと泣き、探しに行ってあげるという母を必死で止める夢を見るようになった。そこで、なくしたのと同じぬいぐるみを探しに来たのである。
明里や秀司、そして太一のおかげで、廃業したおもちゃ屋に残っていた唯一のぬいぐるみを手に入れ、それが母からの贈り物だと受け止め、過去のこだわりから解放された。
市川 菫（いちかわ すみれ）
40代半ばの女性。最近亡くなった姉の形見分けで、実父の遺した時計の預かり証をもらった。姉とは15歳も年齢差があった上、彼女の母は父の愛人であり、正妻の娘である姉とは会ったことがないという。また、母が亡くなった後、母に部屋を貸していた井上夫妻に引き取られて養女となったが、二人のことは本当の親のように感謝しているので、時計は受け取れないと思った。そして、ライムで知り合った香奈に、預かり証を渡して立ち去ってしまう。
香奈が、自分を探しに行ったまま帰らないと知り、明里や秀司と一緒に神社の脇道に向かう。そこで、この場所で姉や父に会っていたということを思い出した。そして、姉の形見である時計を引き取る決心ができた。
遠藤 みどり（えんどう みどり）
菫の姉。故人。亡くなる際、父が遺した時計の預かり証を、妹の菫に遺した。菫は、会ったことがない自分にどうしてといぶかしく思ったが、菫の母が亡くなって、まだ幼い菫が遠藤家に連れてこられたとき、逃げ出して道に迷った。そのとき、見つけて励ましてくれたのがみどりだった。
遠藤 克彦（えんどう かつひこ）
菫とみどりの父。故人。生前は画家で、当時商店街にあった映画館によく来ていたが、10年ほど前に亡くなった。亡くなる前、「娘への遺品」として、ミニッツリピーター付きの高級時計を秀司の祖父に預けた。
菫とみどりが靄の中で身動きが取れなくなった時、時計の鐘を鳴らして靄を散らせ、二人を見つけた。
若本 光一（わかもと こういち）
保の幼なじみで、葉子を含めた3人は高校や塾が同じだった。気分次第で明るく周囲を振り回す性格だったが、それとは正反対の、融通が利かないほど生真面目な保とは仲良くしていた。高校卒業直前、葉子とつきあうようになったが、遠距離恋愛だったため、1年ほどで友人に戻った。医師になって大学病院に勤めるようになった後、葉子を呼び出し、NGOに加わって、海外の医者いないところで働きたいから、ついてきてほしいとプロポーズした。しかし、結局、葉子との待ち合わせ場所に現れず、遠方の大学病院に転勤していった。
その後、大学病院を辞めて、単身南米に渡り、奥地で医師として活動していた。しかし、最近事故に遭い、意識不明のままブラジルの病院に入院している。
光一がいったん別れた葉子に駆け落ちを持ちかけたのは、保と葉子が実は以前から惹かれ合っていることに気づき、いつまでもその気持ちに素直になれないのをもどかしく思って、背中を後押しするためではなかったかと、明里と秀司は考えている。
新見（にいみ）
「飯田時計店」に時計の修理を依頼した中年男性。山下石材店勤務。
15年前、母が病気になったが、失業中だった彼にはお金がなかった。そんなとき、弘樹が捨てた時計を拾って売ってしまう。そして弘樹が捨てた時計を探しているのを知って、自分で彫った石の時計をそこに置いた。母が亡くなる前、石の時計のことを話題にしたことで、新見は15年前に売ったのと同じモデルの時計を手に入れて、母の墓参に出かけようとする。しかし、うっかり壊してしまって秀司に修理を依頼した。過去を見抜いた秀司に、弘樹が持ち込んだ石の時計を見せ、弘樹に時計を返すよう勧められた新見は、迷った末にそれを了承する。そして、15年ぶりに手元に戻ってきた石の時計を持って、母の命日に墓参すると言った。
岸本 沙耶（きしもと さや）
ふわふわしたロングヘアで、キャンバス地のトートバッグを手に提げた女性。明里より少し年上。駅の近くに事務所を構えるジュエリーデザイナー。
河原で雷に感電して病院に担ぎ込まれた。そのせいで、記憶の一部を失ってしまった。自分が作ったキーホルダーが付いた鍵のようなものを持っているが、それが何の鍵かも覚えがない。後にそれは、一緒に雷に打たれた森村智恵子のものだと分かる。
つきあっていた男性が実は既婚者だと分かって別れたが、合い鍵を捨てるべきかどうか迷っていた。しかし、雷に打たれたことで、彼との恋愛が過去のことに感じられ、鍵を捨てる決心ができた。
秀司に依頼され、明里にプレゼントする自作時計のベルトをデザインしている。
森村 千佳代（もりむら ちかよ）
一度結婚し、亜也子（あやこ）という名の娘を産んだが、その子は幼くして病死する。前夫は女を作り、病弱な子を産んだと千佳代を責めて離縁した。千佳代は自殺を図るが死にきれず、森村の後妻となる。それは決して温かい夫婦関係とは言えなかった。しかし、白犬の散歩中、雷に打たれて記憶を失ってしまい、秀司たちのおかげで千佳代の本当の気持ちを知った森村と、夫婦として新しく歩み始める。ただ、明里も秀司も、千佳代はすでに記憶を取り戻していると見ている。
森村（もりむら）
千佳代の夫。津雲神社の氏子で、ずいぶん前に印刷所を経営していたが、今は廃業している。無愛想でぶっきらぼう、偏屈の頑固じじい（日比野の評）。
幼い息子を2人抱えて前妻を亡くした後、千佳代を後妻に迎えたが、子育てと仕事に奔走する妻をねぎらう余裕などなかった。急に千佳代がいなくなったことで、ついに愛想を尽かされたと思い込む。しかし、父の形見の時計のゼンマイを巻く鍵を、千佳代が「いちばん大切なもの」と呼んでいたことを知り、千佳代の愛情に気づいた。そして、雷に打たれて記憶をなくした千佳代と、もう一度新しい夫婦の思い出を積み重ねていくことを決意する。明里と秀司は、森村も千佳代が記憶を取り戻したことに気づいていて、それでもあえてゼロからのスタートをしようとしているのだろうと見ている。
沢口 菜穂子（さわぐち なほこ）
明里や秀司と同い年の女性。おひさま信用金庫勤務。シルバーチェーンを津雲神社の賽銭箱に投げ込もうとして太一にとがめられ、チェーンを明里に押しつけて去って行った。
白鳥学園高校の天文部の出身。高校時代、電車で見かける川添に嫌悪感を持っていた。電車で痴漢に遭った時、川添を痴漢と誤解して声を上げたが、犯人は別人で、川添が取り押さえてくれた。その際、犯人に突き飛ばされて気絶し、祖父からもらった小惑星発見記念の懐中時計を紛失する。後日、横山が自分が拾ったと届けに来た時、彼女が川添のことをさげすむような発言をしたことに横山が怒り、時計を返さずに去ってしまった。その際、チェーンがちぎれ、手元に残る。ずっとそのチェーンを捨てられなかったが、それを見るたび情けなくなり、嫌な思い出を消してくれると噂のあった津雲神社に納めにいったのである。
事情を秀司と明里に告白した菜穂子は、秀司から時計を受け取り、川添宛に謝罪と感謝の手紙を書いて、チェーンを返した。
三根 郁美（みね いくみ）
秀司が家族ぐるみでつきあいのある三根骨董店の娘で、東京で働いていたが、上司のセクハラに悩む郁美が抗議したところ、郁美の方が誘惑してきて、上司が断るとセクハラされたといって脅されたのだと言い訳し、会社側が上司の訴えの方を信じたため、辞めざるを得なくなって実家に戻ってきた。そして、コスモス祭りで忙しい秀司を助けるため、一時的に飯田時計店を手伝った。
半年前に別れた恋人が明里と同じように「家族ぐるみ」に抵抗を感じていたのと、彼を別れるきっかけになった妹が美容師だということで、明里に感情転移を起こし、意地悪な言動をした。
そんなとき、元彼とけんか別れした翌日に彼が書いたメールが届く。元彼を誤解してすれ違ってしまったところからやり直したいと思い、時計を逆回転にして欲しいと秀司に願う。そして、明里や秀司との交流を通し、もう一度元彼に向き合うことを決意する。明里と秀司は、おそらく彼女が半年前の日付で元彼に返事を書くだろうと想像した。
三根（みね）
骨董店の店主で、郁美の父。店で扱っているアンティーク時計の修理やメンテナンスを秀司に依頼しているが、かつては津雲神社通り商店街に店を構えていたため、秀司の祖父や父とも知り合いで、今でも家族ぐるみのつきあいがある。
失恋とセクハラに傷ついて帰ってきた娘をどう励ましていいか分からず、婿を取って家業を継ぐように命じたり、根性がないと責めたりするなどデリカシーに欠ける（妻の評）発言を繰り返して、かえって怒らせてしまい途方に暮れる。
郁美の元彼
郁美の元同僚で、一時付き合っていた。
父に母と妹を追い出され、その後も支配的な父の言動に苦しんだという心の傷を抱える。そのため、家族ぐるみのつきあいを求める郁美とぎくしゃくするようになった。母の死後唯一家族と認める妹のことを、郁美が浮気相手と誤解して険悪な仲となる。さらに郁美のクレームによって妹が職場を辞めざるを得なくなったと思い込んで、郁美と別れることにした。セクハラ問題の時には、郁美を擁護しようとしたが、会社から圧力をかけられたため、結局矛を収めてしまう。
別れて半年後、携帯の日時を変更するなど何らかの方法で、別れた翌日に書いたと偽装したメールを郁美に送ってきた。そこには、自分の家庭の事情、妹の職場にクレームを入れたのは郁美ではなかったことが分かったこと、そしてそれらに対する謝罪が書かれていた。
佐伯（さえき）
コスモス祭りのポスターを盗んだ男。離婚で生き別れになった「武藤あかり」という娘を探していると言い、似たような境遇の明里の心を引いた。本編でははっきり断定されていないが、子供を探していると言って同情を引き、金を借りたりものを盗んだりする詐欺を働いていることが示唆されている。
再会した明里に自殺をほのめかし、娘の住所を書いた紙を手渡す。その際、娘に会ったら「黄色いコスモスは見つかったか」と尋ねて欲しいと依頼する。
その後、明里はコスモス祭りで彼の姿を見かけたが、すぐに見失ってしまった。その際、娘からもらった手紙に黄色いコスモスをはさんだものを落としていった。明里は、佐伯が娘のために黄色いコスモスを探し、見つけたのだと思う。
佐伯の娘
佐伯が明里に手渡した住所に住んでいた、30代半ばの女性。明里と秀司が訪ねると、佐伯が言った「武藤あかり」という名ではなかった。彼女の父は借金を作り、周りに迷惑をかけて死んだと言った。婚約者がいたが、トラブルを恐れて去ってしまったという。
コスモス祭りで佐伯を見失った後、明里は彼女と再会する。彼女が語ったところによれば、子供のころにピアノが上手になりたかったが、なかなか上達しなかった。父からからくり時計のリスが彼女に似ていると聞き、ピアノを始めたこと。しかし、なかなか上達せず、自分も黄色いコスモスを見つけたら上手になれると思って、探したが見つからなかったこと。そこで練習を重ね、ピアノが好きになったことを語った。そして、「自分の支えになるものを、一番忘れたいと思った人から与えられたなんて不思議だ」と微笑み、明里が見た（父の）幽霊は元気そうだったかと尋ねた。
佐野 正輝（さの まさてる）
佐野不動産の遠縁。大学生だが、外見が幼く、高校生に見える。7年前、両親が病弱の姉の看病に専念するため、津雲神社のそばに住む伯父の家に、一時的にあずけられた。姉がしてくれたカッコウの托卵の話が強く心に残り、当時は自分もカッコウのようによそからもらわれた子で、だから姉の病気を治すのに必要な骨髄移植に適合しなかったのだと思う。
津雲神社で大橋と出会って仲良くなり、スケルトンの時計を預かる。ところが、伯父ら氏子たちが、大橋のことを、神社裏の森の買収を狙う営業マンで、弱みを握るために正輝に近づいて、壊れた時計を渡したのだと誤解し、大橋もそれを否定しなかったため、裏切られたと傷ついた。そして、自分はカッコウのように、ここでも厄介者だと思った。
後に姉の方が養女だということを知り、姉が托卵の話をしたのは、自分の存在が正輝を苦しめ、自分も病気が治らないことを嘆いたものだろうと思うようになる。しかし、明里と秀司から、大橋が姉の恋人で、大橋は姉との別れの日付で時計を止め、姉が治って、再びふたりの時を進められることを願ってのことではないかという話を聞き、姉が正輝が預かった時計を見て涙を流したのは、自分が周囲を不幸にする存在ではなく、愛されているのだと感じたせいだと知る。そして、大橋と姉の幸せな時間を刻んだ時計を、再び動かすことを決意する。
大橋（おおはし）
7年前、神社で佐野正輝と出会って仲良くなり、イミテーションの腕時計を預けた。神社の氏子たちに、神社裏の土地の買収を狙う営業マンだと誤解された時、神社に来た本当の理由を話したくなかったため、それを認めてしまう。そのことを正輝に謝罪し、願掛けのために止めたままにしている腕時計を、正輝に預けた。それから、正輝とは会っていない。
明里の推理によれば、彼は正輝の姉の元恋人だという。正輝の姉は、自分の病気を隠したまま、彼の重荷になりたくなくて別れを告げた。しかし、大橋は姉と再びふたりの時間を進められるようになることと、姉の病気が治ることを願って、別れたクリスマスイブの日付で時計を止めたのだろう。そして、正輝に時計を預けることで、大橋は思い出だけを持ち続けていくことに決め、今は司法試験に合格するという夢を叶えて、本物のブランド時計を買えるよう、懸命に働いているのだろう。

## 漫画
『Cocohana』（集英社）にて、山口いづみ作画で2013年2月号（別冊付録）から2018年10月号まで不定期で連載された。
- 谷瑞恵（原作）・山口いづみ（漫画） 『思い出のとき修理します』 集英社 〈マーガレットコミックス〉、全6巻
  1. 2013年9月25日発売[12]、ISBN 978-4-08-845108-4
  2. 2014年8月25日発売[13]、ISBN 978-4-08-845258-6
  3. 2015年9月25日発売[14]、ISBN 978-4-08-845455-9
  4. 2017年4月25日発売[15]、ISBN 978-4-08-845753-6
  5. 2018年5月25日発売[16]、ISBN 978-4-08-844045-3
  6. 2018年10月25日発売[17]、ISBN 978-4-08-844111-5